# William Lovett
William Lovett, född 8 maj 1800 i Newlyn, Cornwall, död 8 augusti 1877, var en brittisk chartist.
Lovett, som var son till en sjöman, arbetade i London som konstsnickare. Han deltog i slutet av 1820-talet i flera kooperativa företag och blev från 1830 en inflytelserik radikal arbetaragitator. Som sådan uppgjorde han 1838 första utkastet till reformprogrammet The People's Charter och var sekreterare i den "folkriksdag" (National Convention) chartisterna sammankallade 1839. Han dömdes samma år för ett manifest mot polisens uppträdande vid ett folkmöte till ett års fängelse och skrev i fängelset en redogörelse för chartismens syften, Chartism, A New Organisation of the People (andra upplagan 1841). I chartiströrelsen undanträngdes han snart av ytterlighetsmännen under Feargus O'Connor och ägnade sig därefter mest åt folkbildningsverksamhet, bland annat som föreståndare för en av en folkbildningsförening inrättad skola (1849–1857). Hans ålderdom präglades av sjukdom och armod. Han utgav en Autobiography (1876).